# Istres
Istres je francouzské město v departementu Bouches-du-Rhône v regionu Provence-Alpes-Côte d'Azur. V roce 2010 zde žilo 42 544 obyvatel. Je centrem arrondissementu Istres.
Město leží na břehu jezera Étang de Berre a západně od něj se rozkládá stepní krajina Crau, využívaná k pastevectví ovcí. Podnebí je středomořské. Istres má označení turistického letoviska.
Nachází se zde letecká základna Istres-Le Tubé, která je jedním z evropských záložních letišť programu Space Shuttle.
Bylo zde objeveno keltské oppidum. Významnou památkou je farní kostel Notre-Dame de Beauvoir ze 13. století.
Sídlí zde fotbalový klub FC Istres.